# Alphabet scientifique des langues du Gabon
L’alphabet scientifique des langues du Gabon (ASG) est un ensemble de règles orthographiques, créé en 1989, pour les langues du Gabon,. Cet alphabet est fondé sur alphabet latin et utilise des lettres supplémentaires.
En avril 1999, le Séminaire sur les travaux sur l’orthographe des langues gabonaises publie un nouvel alphabet.

## Graphèmes
| Majuscules          | Majuscules | Majuscules | Majuscules | Majuscules | Majuscules | Majuscules | Majuscules | Majuscules | Majuscules | Majuscules | Majuscules | Majuscules | Majuscules | Majuscules | Majuscules | Majuscules | Majuscules | Majuscules |
| ------------------- | ---------- | ---------- | ---------- | ---------- | ---------- | ---------- | ---------- | ---------- | ---------- | ---------- | ---------- | ---------- | ---------- | ---------- | ---------- | ---------- | ---------- | ---------- |
| A                   | B          | C          | D          | Ɖ          | Ǝ          | E          | Ɛ          | F          | G          | Ɣ          | H          | I          | Ʒ          | J          | K          | Ɂ          | L          | M          |
| Minuscules          |            |            |            |            |            |            |            |            |            |            |            |            |            |            |            |            |            |            |
| a                   | b          | c          | d          | ɖ          | ǝ          | e          | ɛ          | f          | g          | ɣ          | h          | i          | ʒ          | j          | k          | ʔ          | l          | m          |
| Valeurs phonétiques |            |            |            |            |            |            |            |            |            |            |            |            |            |            |            |            |            |            |
| /a/                 | /b/        | /tʃ/       | /d/        | /ɖ/        | /ə/        | /e/        | /ɛ/        | /f/        | /ɡ/        | /ɣ/        | /h/        | /i/        | /ʒ/        | /dʒ/       | /k/        | /ʔ/        | /l/        | /m/        |
| Majuscules          |            |            |            |            |            |            |            |            |            |            |            |            |            |            |            |            |            |            |
| N                   | Ŋ          | Ɔ          | O          | P          | R          | Ɍ          | S          | Ʃ          | T          | U          | Ṳ          | V          | Ꞵ          | W          | W̤          | X          | Y          | Z          |
| Minuscules          |            |            |            |            |            |            |            |            |            |            |            |            |            |            |            |            |            |            |
| n                   | ŋ          | ɔ          | o          | p          | r          | ɍ          | s          | ʃ          | t          | u          | ṳ          | v          | ꞵ          | w          | w̤          | x          | y          | z          |
| Valeurs phonétiques |            |            |            |            |            |            |            |            |            |            |            |            |            |            |            |            |            |            |
| /n/                 | /ŋ/        | /ɔ/        | /o/        | /p/        | /r/        | /ɾ/        | /s/        | /ʃ/        | /t/        | /u/        | /y/        | /v/        | /β/        | /w/        | /ɥ/        | /x/        | /j/        | /z/        |

Des voyelles centralisées non clairement incluses dans l’alphabet peuvent être écrites à l’aide d’un trait inscrit :  /ɨ/ ou /ʉ/, avec ‹ Ɨ ɨ, Ʉ ʉ › ou un seul des deux.
Les consonnes palatalisées /ɲ/, /tʲ/, /dʲ/, etc sont retranscrites avec des digrammes ‹ ny, ty, dy, ... ›. Les consonnes labio-vélaires sont retranscrites avec les digrammes ‹ kp, gb ›. Des consonnes affriqués sont aussi retranscrites avec des digrammes ‹ pf, bv, ts, dz ›.
Les tons sont indiqués à l’aide de diacritique au-dessus des voyelles :
- infra-bas : ‹ ȁ, ǝ̏, ȅ, ɛ̏, ȉ, ɔ̏, ȍ, ȕ, ɨ̏, ʉ̏ ›
- bas : ‹ à, ǝ̀, è, ɛ̀, ì, ɔ̀, ò, ù, ɨ̀, ʉ̀ ›
- moyen : ‹ ā, ǝ̄, ē, ɛ̄, ī, ɔ̄, ō, ū, ɨ̄, ʉ̄ ›
- haut : ‹ á, ǝ́, é, ɛ́, í, ɔ́, ó, ú, ɨ́, ʉ́ ›
- supra-haut : ‹ a̋, ǝ̋, e̋, ɛ̋, i̋, ɔ̋, ő, ű, ɨ̋, ʉ̋ ›
- haut abaissé : ‹ a̍, ǝ̍, e̍, ɛ̍, i̍, ɔ̍, o̍, u̍, ɨ̍, ʉ̍ ›
- descendant : ‹ â, ǝ̂, ê, ɛ̂, î, ɔ̂, ô, û, ɨ̂, ʉ̂ ›
- montant : ‹ ǎ, ǝ̌, ě, ɛ̌, ǐ, ɔ̌, ǒ, ǔ, ɨ̌, ʉ̌ ›

La nasalisation est indiquée à l’aide d’une tilde souscrite, par exemple : ‹ a̰ ›. Les voyelles longues ont une graphie doublée : ‹ aa, ǝǝ, ee, ... › ; et les voyelles courtes sont indiquées à l’aide d’une brève souscrite : ‹ a̮, ǝ̮, e̮, ... ›.